# An Tạng Vương
An Tạng Vương (mất 531, trị vì 519–531) là quốc vương thứ 22 của Cao Câu Ly. Hưng An vốn là con trai cả của Văn Tư Minh Vương. Ông được phong làm thái tử vào năm trị vì thứ 7 của Văn Tư Minh Vương (tức 498), và kế vị sau khi phụ thân qua đời năm 519.
Dưới thời trị vì của An Tạng Vương, Cao Câu Ly tiếp tục duy trì mối quan hệ gần gúi với các triều đại Trung Quốc, đáng chú ý là Bắc Ngụy và Lương với các đoàn triều cống thường kỳ, ngược lại là quan hệ dễ biến đổi với hai vương quốc ở phía nam là Bách Tế và Tân La. Ông tấn công Bách Tế vào các năm 523 và 529.
An Tạng Vương mất năm 531 trong khi không có người nối dõi, kế vị ông là người đệ Bảo Diên.
Trong số nhiều truyện lịch sử Triều Tiên, có một chuyện tình giữa một cô gái Bách Tế và vị Đại vương thứ 22 của Cao Câu Ly.